# Daniel de Superville (1657-1728)

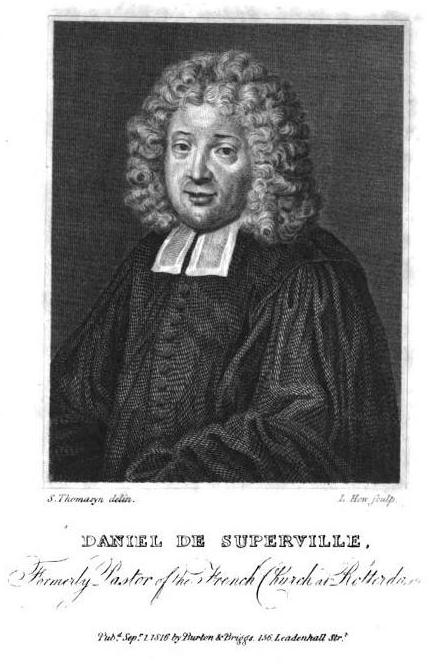
Daniel de Superville. Voorpagina van de Engelstalige uitgave van zijn Sermons in 1816

Daniel de Superville (Saumur, augustus 1657 - Rotterdam, 9 juni 1728), ook bekend als Daniel de Superville père (aangezien zijn zoon tevens Daniel heette), was een Franse predikant en theoloog die in 1685 naar de Nederlandse republiek vluchtte, waar hij predikant van de Waalse kerk in Rotterdam werd, een kerkgemeenschap van Franse en Waalse protestanten, zogenaamde hugenoten.

## Publicaties
Daniel de Superville is vooral bekend geworden door zijn Sermons sur divers textes de l'Écriture sainte. Deze verzameling van preken werd in drie delen uitgegeven. Het eerste deel werd in 1700 uitgegeven en kreeg drie herdrukken. In 1743 werd een vierde deel uitgegeven met 12 preken. Een Engelse vertaling van de preken werd in 1816 uitgegeven.
Zijn eerste publicatie was een reeks van 12 brieven, uitgegeven in november 1691 onder de titel Lettres sur les devoirs de l'église affligée. In 1706 gaf hij ook een catechismus uit met de titel Les vérites et les devoirs de la religion chrétienne. In 1718 volgde de verhandeling Le vrai communiant, ou Traité de la sainte cène et des moiens d'y bien participer, vertaald naar het Nederlands als De ware dischgenoot (1737).

## Leven en loopbaan
Daniel de Supervilles familie was afkomstig uit Osse-en-Aspe in Béarn, in de Franse Pyreneeën. Zijn overgrootvader Jean de Superville diende als lijfarts van koning Hendrik IV van Frankrijk. Zijn grootvader en vader, die beiden Jacques de Superville heetten, waren ook medici. Zijn grootvader was werkzaam in Niort, zijn vader in Saumur.
De Superville werd geboren in Saumur en studeerde daar theologie. Van 1677 tot 1679 studeerde hij theologie in Genève. In 1683 werd hij predikant van de protestantse kerk in Loudun. Tijdens de vervolging van protestanten door koning Lodewijk XIV van Frankrijk, de in 1681 ingestelde dragonnades, werd hij halverwege 1685 aangeklaagd voor het houden van een opruiende preek en drie maanden lang in Parijs vastgehouden in afwachting van berechting. Na Lodewijk XIV's Edict van Fontainebleau in oktober 1685, waarmee het Edict van Nantes herroepen werd, vluchtte Daniel de Superville met 600 volgelingen weg uit Frankrijk om in de Nederlandse republiek asiel aan te vragen. In Nederland ging hij met zijn eerste vrouw Elisabeth de Monnery in Maastricht wonen.
Hij werd uitgenodigd door de Waalse kerken in zowel Berlijn als Hamburg om daar predikant te worden, maar besloot hulpprediker van de Waalse kerk in Rotterdam te worden. Voor deze functie werd hij op 13 januari 1686 aangenomen. In 1691 werd hij uitgenodigd om predikant van de Eglise française de la Savoye in Londen te worden, maar bedankte nogmaals toen de Rotterdamse burgemeesters hem tot vaste predikant van de Waalse kerk in Rotterdam benoemd kregen. Hij bleef predikant van de Rotterdamse kerkgemeenschap tot zijn zoon (ook Daniel de Superville geheten) hem op 13 september 1725 opvolgde.
De Superville streed voor het herstel van de protestantse kerk in Frankrijk en werkte voor de bevrijding van de protestante predikers die in Frankrijk in de gevangenis opgesloten zaten, de zogenaamde galériens. Zo was hij tijdens de onderhandelingen die leidden naar de Vrede van Utrecht in 1713 regelmatig in Utrecht voor besprekingen met buitenlandse gezantenen, om te proberen de galériens bevrijd te krijgen.

## Familie
De Superville trouwde twee keer. Hij trouwde met Elisabeth de Monnery in Frankrijk in 1683, en kreeg twee kinderen met haar. Ze kwam met hem mee naar Nederland en stierf enkele weken nadat het stel in 1686 in Rotterdam ging wonen. Beide kinderen stierven voordat hij in 1694 hertrouwde met Catherine van Armeiden. Met haar had hij zeven kinderen, van wie drie zonen en drie dochters hem overleefden. Op 18 juli 1709 werden De Superville, zijn vrouw en hun zes kinderen genaturaliseerd als staatsburgers van de Nederlandse republiek. Zijn vrouw Catherine, die net als hij uit Frankrijk naar Nederland was gevlucht, stierf in 1719.
Overlevende kinderen waren:
- Catharine (gedoopt op 18 april 1696)
- Emilie (30 oktober 1698)
- Daniel (13 juni 1700)
- Jean (1 september 1702)
- Christine Elisabeth (8 juni 1704)
- Pierre Jacques (21 september 1708)[2]

Zijn zoon Daniel de Superville (1700-1762) volgde hem op als predikant van de Waalse kerk in Rotterdam.
Zijn dochter Emilie trouwde met Pierre Humbert, een handelaar uit Genève die in 1706 naar Amsterdam was gekomen en daar als boekhandelaar en uitgever werkte. Hun zoon Jean Humbert de Superville (1734-1794) was een portretschilder. Jeans zoon David Pierre Giottino Humbert de Superville (1770-1849) was een kunstenaar en geleerde die het invloedrijke werk Essai sur les signes inconditionnels dans l'art schreef, en Jeans tweede zoon Jean Emile Humbert (1771-1839) was een luitenantkolonel die de verdwenen stad Carthago herontdekte.
Daniel de Supervilles neef Daniel de Superville (1696-1773), een zoon van zijn broer Jacques, was een medicus die in 1742 de Universiteit van Erlangen oprichtte.

## Verder lezen
- Daniel de Supervilles Sermons (Engelse vertaling)[4]
- Paul Fonbrune-Berbinau, Daniel de Superville (1657-1728): étude historique. Imprimerie Ménard, 1884 / C.-P. Ménard, 1886